# Mouvement de la ceinture verte
 (mars 2017).
Si vous disposez d'ouvrages ou d'articles de référence ou si vous connaissez des sites web de qualité traitant du thème abordé ici, merci de compléter l'article en donnant les références utiles à sa vérifiabilité et en les liant à la section « Notes et références ».
Pour les articles homonymes, voir GBM.
Le Mouvement de la ceinture verte (Green Belt Movement ou GBM) est une organisation non gouvernementale citoyenne et indigène kenyane basée à Nairobi et engagée pour l'écologie et l'écoféminisme. 
Le mouvement cherche à adopter une approche holistique du développement qui associe la protection de l'environnement, le développement communautaire (développement local) et le renforcement des compétences. Wangari Maathai, prix Nobel de la paix en 2004, a fondé cette organisation en 1977 avec le soutien du Conseil national des femmes du Kenya.

## Description

### Actions et résultats
Le mouvement de la ceinture verte propose aux femmes kényanes de planter des arbres autour des villes et des villages pour combattre la déforestation, restaurer leur principale source de combustible pour faire la cuisine, générer des revenus et stopper l'érosion du sol. Les ceintures vertes sont constituées d'espèces autochtones et d'arbres fruitiers. Elles sont implantées sur des terres publiques. Une faune de petits animaux et des oiseaux viennent repeupler les alentours des villages.
Depuis 1977, plus de 51 millions d'arbres ont été plantés et plus de 30 000 femmes ont été formées à la foresterie, à la transformation alimentaire, à l'apiculture, et à d'autres métiers qui les aident à gagner leur vie tout en préservant leurs terres et leurs ressources.

### Démarche
Tout programme du Mouvement de la ceinture verte commence par des discussions avec les populations locales afin d'identifier leurs besoins et de trouver les solutions ensemble. Cela permet aux femmes de s'approprier les actions à mener. Ces campagnes de sensibilisation permettent de recréer des liens sociaux au sein des communautés, qui (hommes et femmes) sont incitées à prendre soin de leur environnement et à restaurer ce qui a été endommagé.
Wangari Maathai a aussi intégré à la démarche la promotion et l'émancipation des femmes, l'écotourisme et le développement économique.

## Historique

### Contexte
L'indépendance du Kenya est proclamée le 12 décembre 1963. La croissance est de 6,4% par an, entre 1965 et 1980.  La production de thé et de café pour l'exportation remplace petit à petit l'agriculture de subsistance. Cette production intensive s'accompagne de la contamination de l'eau et des sols par les fertilisants, de l'augmentation de l'érosion des sols, entraînant l'éloignement des sources d'eau et de combustible (bois et fourrage). L'exploitation forestière et le commerce du bois accélèrent également la déforestation. En 2000, la couverture boisée est de 2%, menaçant la survie de la forêt.
Ces changements économiques modifient également les structures traditionnelles de la société. Les femmes partageaient les charges liées à l'agriculture et s'occupaient du commerce . 
La privatisation de la terre entraîne une diminution des terrains communautaires (forêts et zones humides) qui fournissaient les ressources de subsistance : l'eau potable, les plantes comestibles, le miel, les plantes médicinales, le combustible et le fourrage pour les animaux. La forte croissance démographique du Kenya a accéléré ces phénomènes et augmenté la pression sur les terres. 

### Prémices
En 1972, le Programme des Nations unies pour l'environnement (PNUE) s'installe à Gigiri au nord de Nairobi. C'est la première organisation de l'ONU à s'installer dans un pays en développement. Afin de regrouper les ONG qui travaillent avec le PNUE, celui-ci crée le Centre de liaison international de l'environnement (CLIE). Au sein du CLIE, Wangari Maathai est chargée de s'occuper de la dégradation environnementale, de la déforestation et des problèmes écologiques. 
En 1974, son mari est candidat au parlement. Wangari Maathai fait campagne pour lui et propose le développement de pépinières et la plantation d'arbres pour répondre aux problèmes économiques, notamment au chômage. Wangari Maathai développe alors un projet de pépinières, qui est finalement abandonné faute de moyens.

### Création par Wangari Maathai
En 1977, Wangari Maathai est élue au conseil exécutif du Conseil National des Femmes du Kenya (CNFK). Le CNFK cherche à répondre aux besoins les plus pressants des kenyanes, en particulier l'approvisionnement en combustible et en bois de construction. Wangari Maathai reprend son idée de pépinières et propose de planter des arbres. Les premiers arbres sont plantés à Nairobi le 5 juin 1977, à l'occasion de la journée mondiale de l'environnement. Le Green Belt Movement (GBM) est né.

### Succès du mouvement
À la suite d'une conférence des Nations unies en septembre 1977,  le Kenya lance une campagne nationale de sensibilisation sur la désertification. Le mouvement des ceintures vertes (GBM) est accueilli favorablement par les associations de femmes dans les communautés rurales. Le bois est utilisé pour la construction ou sert de combustible pour cuire les aliments, les feuilles servent de fourrage pour les animaux. Alors que la déforestation contraignait les femmes à aller toujours plus loin et à mettre toujours plus de temps pour trouver les ressources de première nécessité, les plantations à proximité des villages améliorent leurs conditions de vie. Les femmes s'impliquent alors très rapidement dans le mouvement de la ceinture verte. 
En 1977, les semis sont produits par le mouvement de la ceinture verte à Nairobi qui, rapidement, n'arrive pas à répondre à la demande de plants. Le GBM forme alors des femmes pour qu'elles créent et gèrent elles-mêmes des pépinières. Les femmes gagnent en autonomie. Les pépinières leur assurent un revenu par la vente des jeunes plants.
Le GBM mène également des actions de sensibilisation sur la sécurité de la chaîne alimentaire et incite les populations à se tourner vers l'agriculture vivrière et la culture d'espèces autochtones. Il les informe également sur les techniques de rotation des récoltes, ce qui évite aux paysans l'achat d'engrais chimiques et permet d'amender les sols naturellement par le paillage et la fumure.
En 1986, le GBM organise des sessions de formations pour diffuser et essaimer le modèle dans d'autres pays africains. La Tanzanie, l'Ouganda, le Malawi, le Lesotho, l'Ethiopie, le Zimbabwe s'inspirent de ce mouvement et lancent avec succès différentes initiatives[source insuffisante].

### Conflits avec le gouvernement, indépendance financière et écotourisme
Le gouvernement kenyan ne voit pas le GBM d'un bon œil, notamment parce que le mouvement s'engage contre la cession des terres par le gouvernement à des investisseurs privés, et contre la construction de centres commerciaux. En 1993, Wangari Maathai est arrêté chez elle. Mais le mouvement bénéficie de soutiens internationaux, notamment de nombreuses fondations telles que Bridges to community, GmbH, Finnish Coalition for Environment & Development ou encore Small Planet Fund, qui permettent sa libération.
Cependant, pour ne pas dépendre uniquement des fondations, le GBM se tourne vers l'écotourisme, organisant des circuits de découverte des ceintures vertes. Les touristes découvrent les activités des populations locales et y participent. Ces circuits touristiques assurent une large diffusion au mouvement.

### Extension des missions aux droits des femmes
Le Mouvement de la ceinture verte dépasse le simple programme d'aide au développement et génère un mouvement social d'ampleur, plaçant en particulier sur les femmes au centre des processus[source insuffisante]. Dès 2003, des programmes de promotion des droits des femmes, abordant les questions de santé, alphabétisation et sexualité. Il fait partie des courants de l'écoféminisme.